# Deutsche Volleyball-Bundesliga (Männer)

Ehemaliges Logo

Die Volleyball-Bundesliga der Männer ist die höchste Spielklasse im deutschen Volleyball. In diesem Wettbewerb wird seit der Saison 1974/75 der Deutsche Meister ermittelt. Seit August 2014 firmiert die ehemalige Deutsche Volleyball Liga als Volleyball-Bundesliga.

## Aktueller Modus
Die Männer-Bundesliga setzt sich in der Saison 2024/25 aus dreizehn Mannschaften zusammen.
Es gibt keinen sportlichen Absteiger in die Zweite Liga. Die Mannschaften auf den ersten acht Plätzen sind für die Playoffs qualifiziert. Das Playoff-Viertelfinale wird im Best-of-Three-Modus, das Playoff-Halbfinale und -Finale im Best-of-Five-Modus gespielt.

## Geschichte

### Gründungszeit (1974–1978)
Der erste Spieltag der Bundesliga-Geschichte fand am 5. Oktober 1974 statt. In der ersten Saison der höchsten deutschen Spielklasse waren acht Mannschaften vertreten. Zu den Gründungsmitgliedern gehörten die SSF Bonn, die FT 1844 Freiburg, der USC Gießen, der Hamburger SV, der TSV 1860 München, der USC Münster, der GTRV Neuwied und der VBC Paderborn-Petershagen. Die Meisterschaft wurde in einer Liga ohne Endrunde oder Play-off-Spiele ausgetragen. Den ersten Titel in der neuen Bundesliga gewannen die Münchener; dabei blieben die „Löwen“ in allen vierzehn Spielen ungeschlagen. Zwei Jahre zuvor hatten sie mit ihrem ersten Meistertitel die Erfolgsserie des USC Münster beendet. Neuwied und Paderborn waren die ersten Absteiger. Von den acht Gründungsmitgliedern spielt aktuell nur die FT 1844 Freiburg in der Bundesliga.
Der Hamburger SV, bei der Premiere noch Vierter, entthronte 1976 den TSV 1860 und konnte den Titel ein Jahr später verteidigen. Auch die Reihenfolge auf den Tabellenplätzen zwei bis fünf war in beiden Spielzeiten gleich: Münster vor München, Bonn und Gießen. 1978 lösten die „Löwen“ den HSV wieder an der Tabellenspitze ab.

### Neuer Modus und Etablierung (1978–1989)
In der Saison 1978/79 gab es erstmals einen neuen Modus. Nach den vierzehn Spielen der Hauptrunde kamen die besten vier Mannschaften in die Meisterrunde, die restlichen vier Teams in die Abstiegsrunde. Von der neuen Regelung profitierte der TuS 04 Leverkusen, der sich vom dritten Platz zum Meistertitel steigerte. Der VBC 69 Paderborn errang erstmals den Vize-Titel (und wiederholte diesen „Ewiger-Zweiter“-Platz in Rekord-Serie 1979/80, 1981, 1982, 1983, 1984 und 1985). Der Hamburger SV musste hingegen – zusammen mit dem CVJM Siegen – den Gang in die zweite Liga antreten. Im zweiten Jahr mit Meisterrunde – 1979/80 – setzte sich erneut 1860 München durch. Diesmal waren im Spitzenquartett mit den SSF und der TSV Bonn gleich zwei Mannschaften aus der Bundesstadt vertreten.
Die Schwimm- und Sportfreunde (SSF), die bereits in der letzten Saison vor Einführung der Bundesliga deutscher Meister waren, holten sich den Titel in der Saison 1980/81 erneut. Im entscheidenden Spiel gegen Leverkusen war Bonn beim 8:14 im Tiebreak nur einen Punkt von einer Niederlage entfernt, die Paderborn zum Titel verholfen hätte. Erstmals spielten zehn Mannschaften in der ersten Liga, und 1860 schaffte erstmals keine Platzierung unter den ersten Drei. Die Neulinge Dürener TV und TVK Wattenscheid stiegen sofort wieder ab. 1982 gab es die bis dahin knappste Entscheidung im Kampf um die Meisterschaft. Bei jeweils 30:6 Punkten gewann der USC Gießen (47:20) einen Satz mehr als der VBC Paderborn (46:20). In den nächsten beiden Jahren verteidigten die Hessen ihren Titel.

### 1980er und 1990er Jahre
Anschließend startete der Hamburger SV eine Erfolgsserie. Von 1985 bis 1988 holten die Hanseaten vier Meisterschaften in Folge. Mittlerweile gab es einen neuen Modus. Nach zwei weiteren Versuchen mit einer Endrunde in den Spielzeiten 1984/85 und 1985/86 wurde der neue Titelträger in der Saison 1986/87 erstmals durch Play-off-Spiele ermittelt. Gleich bei der Premiere profitierten die Hanseaten von der neuen Regel. Nach der Hauptrunde lag nämlich noch der SC Fortuna Bonn vorn, der spätere Gegner im Finale. Der VBC Paderborn, einer der traditionsreichsten Clubs, stieg ab in die 2. Liga.
1989 unterlag der HSV hingegen Bayer Leverkusen. Am unteren Tabellenende gab es gleich zwei Neuheiten. Eintracht Frankfurt blieb als erster Verein der Bundesliga-Geschichte in einer Saison sieglos. Der SV Türk Gücü München stand sogar schon zu Saisonbeginn als Absteiger fest. Leverkusen verteidigte seinen Titel gegen den aufstrebenden Moerser SC und der GSV Osnabrück erlitt das gleiche Schicksal wie die Münchener Türken.
Danach war die Zeit der Erfolgsserien und Titelverteidigungen vorerst beendet. In den folgenden fünf Jahren gab es fünf verschiedene Meister, die alle ihren ersten Titel gewannen. Zunächst triumphierte 1991 mit dem TSV Milbertshofen ein Verein aus München. Nach der Wiedervereinigung wurden die Vereine aus der ehemaligen DDR in die Bundesliga integriert. Die ersten Ostvereine in der Liga waren der Post TSC Berlin, der SC Leipzig und der Schweriner SC. Erster gesamtdeutscher Meister wurde der Moerser SC, der sich in einem nordrhein-westfälischen Finale gegen den SV Bayer Wuppertal durchsetzte. Ein Jahr später war Wuppertal im Finale erneut unterlegen. Die Meisterschale ging in den Osten, zum SCC Berlin. Der Dürener TV blieb als dritte Mannschaft in einer Saison sieglos. 1994 durfte der SV Bayer feiern. In der erstmals im Best-of-five-Modus ausgetragenen Finalserie bezwangen sie den VfB Friedrichshafen. Die beiden Finalisten waren 1995 und 1996 die Gegner des neuen Meisters ASV Dachau, bevor es 1997 zu einer Neuauflage des Duells von 1994 kam.

### 2000er Jahre
Der zweimal unterlegene Verein vom Bodensee entwickelte sich anschließend zur erfolgreichsten deutschen Mannschaft. Friedrichshafen stellte mit fünf Meisterschaften in Folge einen neuen Rekord auf. Erst als die Liga in der Saison 2002/03 auf elf Mannschaften erweitert wurde, konnte der SCC Berlin den VfB stoppen. Ein Jahr später gab es zwölf Bundesligisten und einen neuen Modus. Nach einer Hauptrunde gab es – ähnlich wie bereits Ende der 1970er Jahre – eine Aufteilung in Meisterrunde und eine Playdown-Runde, jetzt mit jeweils sechs Mannschaften. Die Teams, die am Ende auf den Tabellenplätzen eins bis acht landeten, qualifizierten sich für das Playoff-Viertelfinale. Schließlich verteidigten die Charlottenburger ihren Titel. Das gleiche System gab es 2005/06, aber der SCC schied im Halbfinale von evivo Düren aus, das im Finale dem VfB Friedrichshafen in drei Spielen unterlag. Die Aufteilung der Liga wurde anschließend wieder abgeschafft und man kehrte zum bewährten Playoff-System zurück. Düren erreichte erneut das Endspiel und leistete dem Titelverteidiger fünf Spiele lang Widerstand. Doch die Mannschaft von Stelian Moculescu wurde wieder Meister und schaffte 2007 mit dem dritten Finalerfolg gegen evivo dank des Champions-League-Sieges das Triple. Die Dominanz des neuen Rekordmeisters setzte sich 2008 fort. Friedrichshafen blieb sowohl in der Meisterschaft als auch im DVV-Pokal ungeschlagen und gewann zum vierten Mal in Folge das Double. In der Saison 2008/09 schied der VfB Friedrichshafen im Pokal gegen den TSV Unterhaching im Halbfinale aus. Unterhaching wurde im Pokalfinale mit 3:1 gegen den Moerser SC Pokalsieger. Die deutsche Meisterschaft wurde zwischen dem TSV Unterhaching und dem VfB Friedrichshafen ausgetragen. Nach umkämpften Spielen wurde der VfB Friedrichshafen zum fünften Mal in Folge Deutscher Meister. In der Saison 2009/10 schied der VfB Friedrichshafen wieder gegen evivo Düren im Halbfinale aus dem Pokal aus. Pokalsieger wurde der TSV Unterhaching, der im Finale evivo Düren bezwang. Im Finale um die Deutsche Meisterschaft standen der VfB Friedrichshafen und der TSV Unterhaching. Friedrichshafen setzte sich nach vier Spielen mit 3:1 durch und gewann zum sechsten Mal in Folge die Deutsche Meisterschaft. Auch 2010/11 holte sich Friedrichshafen den Meistertitel, diesmal durch drei Siege in den Endspielen gegen den SCC Berlin. Pokalsieger 2011 wurden erneut die Hachinger durch einen 3:2-Endspielsieg über Friedrichshafen. 

### 2010er Jahre
2011/12 wurden die Berlin Recycling Volleys als Nachfolgemannschaft des SCC Berlin zum vierten Mal Deutscher Meister, nachdem man in den Halbfinals Friedrichshafen und in den Endspielen Generali Haching ausschalten konnte. Friedrichshafen musste sich mit dem Pokalsieg (im Endspiel 3:0 gegen Haching) zufriedengeben. 2012/13 ging der Meistertitel erneut nach Berlin, während Haching den Pokal gewann. 2013/14 wurden die Berliner zum dritten Mal in Folge Meister, während Friedrichshafen den Pokal gewann. Nach dieser Saison zogen sich die Traditionsmannschaften von Haching und Moers aus der Bundesliga zurück. In der Saison 2014/15 gelang dem VfB Friedrichshafen der Gewinn des Doubles.
In der Saison 2015/16 beendeten die Berliner die Hauptrunde als Tabellenerster. Im Playoff-Finale setzte sich Berlin in drei Spielen gegen Friedrichshafen durch und wurde zum siebten Mal deutscher Meister. In der Saison 2016/17 gewann Berlin das Playoff-Finale erneut in drei Spielen gegen Friedrichshafen (in diesem Jahr Hauptrundenerster) und wurde somit zum achten Mal deutscher Meister. Auch 2017/18 war Berlin nach der Hauptrunde Zweiter und gewann das Playoff-Finale gegen den auf Platz eins liegenden VfB Friedrichshafen. Im Unterschied zum Vorjahr waren hierzu fünf Spiele nötig. Friedrichshafen hatte zuvor in der Hauptrunde die volle Punktzahl erzielt, auch im Viertel- und Halbfinale wurden beide Spiele souverän gewonnen, somit waren die drei Niederlagen in den Finalspielen die einzigen der Bundesligasaison. 2018/19 war Berlin nach durchwachsener Hauptrunde nur Dritter hinter Friedrichshafen und den seit dem Vorjahr in der Bundesliga spielenden Alpenvolleys. Berlin gewann gegen die Alpenvolleys mit 3:1 Spielen, sodass es im Finale das gewohnte Duell gab, in dem Berlin in fünf Spielen den Titel verteidigte.

### Jüngste Entwicklungen und technische Neuerungen (2020er Jahre)
Die Saison 2019/20 wurde am 12. März 2020 aufgrund der COVID-19-Pandemie vor dem vorletzten Spieltag der Hauptrunde abgebrochen. Ein Meistertitel wurde nicht vergeben, Regelabsteiger gab es ebenfalls nicht. Es war das erste Mal in der Geschichte der Volleyball-Bundesliga, dass eine Saison vorzeitig beendet wurde.
Seit Februar 2024 wird der Videobeweis flächendeckend in der Hauptrunde und den Play-offs genutzt. Für diese Challenge werden in der Regel die Bilder der Streaming-Kameras genutzt. Pro Satz kann der Videobeweis von jedem Team so oft beantragt werden, bis es zweimal falsch lag. Das Schiedsgericht hat ebenfalls jederzeit die Möglichkeit, Spielsituationen eigenständig zu überprüfen, falls Unsicherheiten bei der Beurteilung auftreten. Überprüft werden können, ob der Ball „im Spielfeld“ oder „Aus“ ist, sowie Block-, Netz- und Antennenberührungen, Übertritte über die Grund-, Angriffs- und Mittellinie und Bodenberührungen innerhalb des Spielfeldes. Mit Einführung der Challenge wurden die technischen Auszeiten und die Linienrichter, die bis dato obligatorisch waren, abgeschafft. Stattdessen gibt es einen zusätzlichen Video-Schiedsrichter, der im Falle einer Challenge die finale Entscheidung nach Ansicht der Videobilder trifft.

## Medien
Seit der Saison 2023/24 werden alle Spiele der ersten Männer-Bundesliga auf Dyn übertragen. Ein Spiel pro Woche wird weiterhin auf Twitch im Kanal von Spontent gezeigt.
In der Saison 2007/08 hatte es zum ersten Mal Live-Bilder von Bundesliga-Spielen gegeben. Die VBL hatte einen Vertrag mit dem Internet-Anbieter sportdigital.tv abgeschlossen, der auch Spiele der Basketball- und Handball-Bundesliga zeigte. Jede Woche wurden zwei ausgewählte Spiele aus der Männer- oder Frauen-Bundesliga live und in voller Länge übertragen. Außerdem konnten die Spiele jederzeit aus einem Archiv abgerufen werden. Die Fans konnten ein Paket für die komplette Saison buchen oder einzelne Spiele durch Pay-per-View ansehen.
Außerdem gab es seit den Playoffs der Saison 2004/05 das Volleyballradio. Der Internet-Sender wurde in Düren gegründet und beschränkte sich zunächst auf die Spiele von evivo Düren. Später berichteten die Reporter in einer Konferenzschaltung von den meisten Begegnungen der Männer-Bundesliga. In der Saison 2007/08 wurde der Sendebetrieb eingestellt.
In der Saison 2018/19 erfolgten regelmäßig Übertragungen bei Sport1, die übrigen Spiele waren bei sporttotal.tv zu sehen.
Die Saison 2021/22 war unter dem Namen Bounce House auf dem Twitch-Kanal Spontent und parallel auf Sportdeutschland.TV zu sehen. Damit war die Volleyball-Bundesliga der Männer die erste Profiliga weltweit, die Spiele live auf Twitch übertrug.
Seit der Saison 2023/24 überträgt der kostenpflichtige Streaming-Dienst Dyn die Spiele mit Kommentatoren. Vereinzelte Partien werden auch kostenlos auf dem YouTube-Kanal von Dyn gezeigt.

## Trivia
In der Saison 2019/20 wurde am 21. Dezember 2019 in Unterhaching ein neuer Bundesligarekord für den längsten Satz aufgestellt (seit Bestehen der neuen Regel, dass nicht nur bei eigenem Aufschlag gepunktet werden darf). Hypo Tirol Alpenvolleys Haching gewann den dritten Satz des Spiels gegen SVG Lüneburg, angeführt von Kapitän Daniel Končal, mit 50:48 Punkten.
Jüngster Spieler der 1. Volleyball Bundesliga ist Mika Takano, der als 14-Jähriger in der Saison 22/23 mit dem TSV Haching München gegen den VFB Friedrichshafen sein Debüt gab.